# 마데이라 공항
마데이라 크리스티아누 호날두 국제공항(포르투갈어: Aeroporto Internacional da Madeira Cristiano Ronaldo, IATA: FNC, ICAO: LPMA)은 간단히 마데이라 공항(포르투갈어: Aeroporto da Madeira) 또는 크리스티아누 호날두 공항(포르투갈어: Aeroporto Cristiano Ronaldo)으로 알려진 포르투갈 마데이라 제도 산타크루스에 위치한 국제공항이다.

## 개요
마데이라 공항은 1964년 7월 18일에 개항했다.
마데이라 섬(Madeira)의 동쪽 해안에 위치한 이 공항은 개항 당시 활주로의 길이가 1600m에 불과했고 활주로의 한쪽(북서쪽)은 높은 산, 다른 한쪽(남동쪽)은 바다와 맞닿아 있는 절벽이기 때문에, 착륙 시 곡예에 가까운 조종이 필요해 "유럽의 카이탁 공항"이라고 불릴 정도로 악명이 높았다.
2002년 10월 6일에 길이 1km의 고가(高架) 위로 활주로를 연장해 길이 2630 m로 재개장하였다. 활주로 연장에도 불구하고 지형상의 악조건은 그대로이기 때문에, 여전히 착륙하기 어려운 공항 중 하나로 꼽힌다.

### 활주로 연장
마데이라 공항은 활주로의 3분의 1이 고가(高架)로 만들어진 것으로 유명하다.
활주로 연장공사는 2000년부터 기존 활주로 동쪽 해안과 그에 접한 바다에서 이루어졌는데, 이곳을 기존 활주로와 같이 해발 58.5m로 매립하는 것은 현실적으로 매우 어려웠기 때문에 바다를 막고 그 안쪽에 높이 70m의 기둥 180개로 떠받친 길이 1km×너비 190m의 고가 구조물을 설치해 활주로를 만들었다. 고가의 아래는 해수면보다 높게 매립해 주차장으로 이용하고 있다.

## 운항 노선
| 항공사                     | 목적지 |
| -------------------------- | --- |
| 앵글 아주르                | 파리(오를리) |
| 에어핀란드                 | 계절편 : 헬싱키 |
| 아크플라이                 | 계절편 : 암스테르담 |
| 오스트리아 항공            | 계절편 : 빈 |
| 빈터 카나리아스            | 라스팔마스데그랑카나리아 계절편 : 테네리페                                                                                                 |
| 킴벌 스털링                | 계절편 : 코펜하겐 |
| 콘도르                     | 뒤셀도르프, 프랑크푸르트, 함부르크, 파더보른(립슈타트), 뮌헨                                                                               |
| 이지젯                     | 브리스톨, 리스본, 런던(개트윅) |
| 에델바이스 에어            | 계절편 : 취리히 |
| 유로 에어포스트            | 몽펠리에, 파리(샤를 드 골) |
| 핀에어                     | 계절편 : 헬싱키 |
| 게르마니아                 | 브레멘, 프리드리히스하펜, 카를스루에(바덴)                                                                                                 |
| 에어 노스트룸              | 계절편 : 빌바오, 발렌시아, 오비 |
| 제트투컴                   | 리즈(브래드포드), 맨체스터 |
| 제트에어 플라이            | 계절편 : 브뤼셀 |
| 룩스에어                   | 룩셈부르크 |
| 니오스 항공                | 밀라노(말펜사) |
| 노르웨이 에어 셔틀         | 오슬로(가르데르모엔) |
| SATA 에어 아소르스         | 라스팔마스데그랑카나리아, 포르투산투, 테네리페                                                                                             |
| SATA 인테르나시오날        | 코펜하겐, 더블린, 리스본, 파리(오를리), 폰타델가다, 포르투, 취리히 계절편 : 빌우드, 마드리드, 오슬로(가르데르모엔), 스톡홀름(알란다), 파로 |
| TAP 포르투갈               | 리스본, 런던(개트윅, 히드로}, 포르투 계절편 : 마드리드, 바르셀로나                                                                         |
| 포르투갈리아               | 리스본 |
| 토마스쿡 항공              | 맨체스터 계절편 : 글래스고(인터내셔널), 런던(개트윅)                                                                                       |
| 토마스쿡 항공 스칸디나비아 | 계절편 : 빌우드, 코펜하겐, 헬싱키 |
| 톰슨 항공                  | 버밍엄, 노팅엄이스트미들랜드, 엑서터, 글래스고(인터내셔널), 런던(개트윅), 맨체스터 계절편 : 본머스, 런던(루턴), 뉴캐슬(업온타일)           |
| 트랜스아비아닷컴           | 암스테르담 |
| 트랜스아비아닷컴 프랑스    | 파리(오를리), 포르토, 낭트 |
| 트래블 서비스              | 전세편 : 프라하, 바르샤바 |
| TUI 플라이                 | 계절편 : 쾰른(본), 프랑크푸르트, 하노버, 슈투트가르트                                                                                      |
| 우크라이나 국제항공        | 전세편 : 키예프(보리스빌) |